# Retour sur Chulak
Retour sur Chulak est un épisode de la série télévisée Stargate SG-1. C'est le douzième épisode de la saison 1 et par conséquent le douzième épisode de la série.

## Scénario
Teal'c retourne sur Chulak pour empêcher son fils de recevoir une larve Goa'uld. Pendant ce temps, Samantha Carter et Daniel Jackson essaient de capturer une larve vivante pour l'étudier.
Lors d'une opération visant à retirer son Goa'uld, Teal'c se met à rêver de son monde natal, Chulak, et de son fils Rya'c. L'opération est un échec, le docteur Fraiser en déduit que le Goa'uld engendre un système immunitaire puissant capable de sauver des vies sur Terre mais son retrait pourrait tuer son porteur. Teal'c propose de retourner sur Chulak afin de capturer de nouvelles larves pour les étudier. En réalité sa motivation principale est de retrouver sa famille, dont il avait caché l'existence au reste de l'équipe. Il veut arriver avant que son fils ne reçoive son symbiote. Après de grandes hésitations en raison de sa dangerosité, la mission est autorisée. Teal'c retrouve sa maison détruite, ravagée par un incendie et marquée du symbole des traîtres. L'équipe SG-1 fait alors la rencontre de Bra'tac, le mentor de Teal'c qui lui apprend que sa femme et son fils ont été bannis mais sont toujours vivants. Le groupe se sépare en deux. Teal'c, O'Neill et Bra'tac arrivent juste à temps avant la cérémonie mais ils découvrent que Rya'c est gravement malade. La femme de Teal'c a du mal à supporter la trahison de son mari envers les dieux. Pendant ce temps, Samantha et Daniel suivent un groupe de prêtres Jaffa et trouvent un bassin rempli de larves Goa'uld. Ils en capturent une et détruisent le bassin. Rya'c est trop faible pour atteindre la porte des étoiles. Teal'c lui donne son Goa'uld pour le sauver, et finit par récupérer celui capturé par Samantha et Daniel. Poursuivis par les Jaffas, ils laissent l'enfant aux soins de sa mère et s'enfuient par la porte des étoiles.

## Distribution
- Richard Dean Anderson : Jack O'Neill
- Amanda Tapping : Samantha Carter
- Christopher Judge : Teal'c
- Michael Shanks : Daniel Jackson
- Don S. Davis : George Hammond
- Teryl Rothery : Janet Fraiser
- Tony Amendola : Bra'tac
- Neil Denis : Rya'c